# Diritti LGBT a Tuvalu
Nel paese l'omosessualità maschile è perseguitata a differenza di quella femminile che non lo è.
Le persone LGBT nel paese non dispongono di protezioni giuridiche e le coppie formate da persone dello stesso sesso non hanno tutele di alcun tipo.

## Storia
Tuvalu, molto simile al resto della Polinesia, era molto tollerante nei confronti delle persone omosessuali e delle persone transgender prima dell'arrivo degli europei e del cristianesimo.
Anche dopo l'arrivo degli europei la bisessualità rimase abbastanza comune tra le isole, dato che molti re dell'isola tenevano sia i partner maschili che quelli femminili nelle loro capanne reali per le relazioni intime.

## Leggi riguardanti l'attività sessuale tra persone dello stesso sesso
Secondo il Dipartimento di Stato degli Stati Uniti, non ci sono state segnalazioni di azioni penali contro adulti consenzienti ai sensi di queste disposizion. L'età del consenso per il sesso eterosessuale e lesbico è 15 anni.

### Codice penale
- Sezione 153: Reati innaturali "Qualsiasi persona che (a) commette sodomia con un'altra persona o con un animale; o (b) consente a un uomo di commettere sodomia con lui o lei, si è resa colpevole di un crimine e sarà punito con la reclusione fino a 14 anni."

- Sezione 154: tentativi di commettere reati contro natura e aggressione indecente "Qualsiasi persona che tenta di commettere uno dei reati specificati nell'ultima sezione precedente, o che si è resa colpevole di un assalto con l'intenzione di commettere lo stesso, o qualsiasi aggressione indecente nei confronti di una persona di sesso maschile deve essere ritenuta colpevole del crimine e deve essere punita con una pena detentiva fino a 7 anni."

- Sezione 155: pratiche indecenti tra maschi "Qualsiasi persona di sesso maschile che, in pubblico o in privato, commetta un atto di grave indecenza nei confronti di un'altra persona di sesso maschile, o permetta a un altro uomo di commettere un atto di grave indecenza con lui, o tenta di procurarsi la commissione di un atto del genere da parte di qualsiasi maschio con se stesso o con un'altra persona di sesso maschile, sia in pubblico che in privato, deve essere ritenuta colpevole del reato e deve essere punita con la reclusione fino a 5 anni".

## Statistica
Secondo uno studio del 2005, circa il 14% dei giovani uomini tuvaluani di età compresa tra 15 e 24 anni ha avuto rapporti sessuali con un partner maschile almeno una volta nelle loro vita.

## Tabella riassuntiva
| Depenalizzazione dell'omosessualità                                                                           | maschile / femminile |
| Uguale età del consenso rispetto agli eterosessuali                                                           | maschile / femminile |
| Divieto di discriminazione nel posto di lavoro                                                                | No                   |
| Divieto di discriminazione nella fornitura di beni e servizi                                                  | No                   |
| Leggi anti-discriminazione in tutti gli altri settori (inclusa discriminazione diretta ed espressioni d'odio) | No                   |
| Matrimonio egualitario                                                                                        | No                   |
| Unione civile                                                                                                 | No                   |
| Step-child adoption                                                                                           | No                   |
| Adozione congiunta per le coppie dello stesso sesso                                                           | No                   |
| Diritto per le persone LGBT di poter servire nelle forze armate                                               | Non ha un esercito   |
| Diritto di cambiare genere legale                                                                             |                      |
| Maternità surrogata per le coppie omosessuali                                                                 | No                   |
| Accesso alla fecondazione in vitro per le lesbiche                                                            | No                   |
| Permesso di donare il sangue                                                                                  | No                   |